# Tugu Peringatan Perang Jepun Tawau

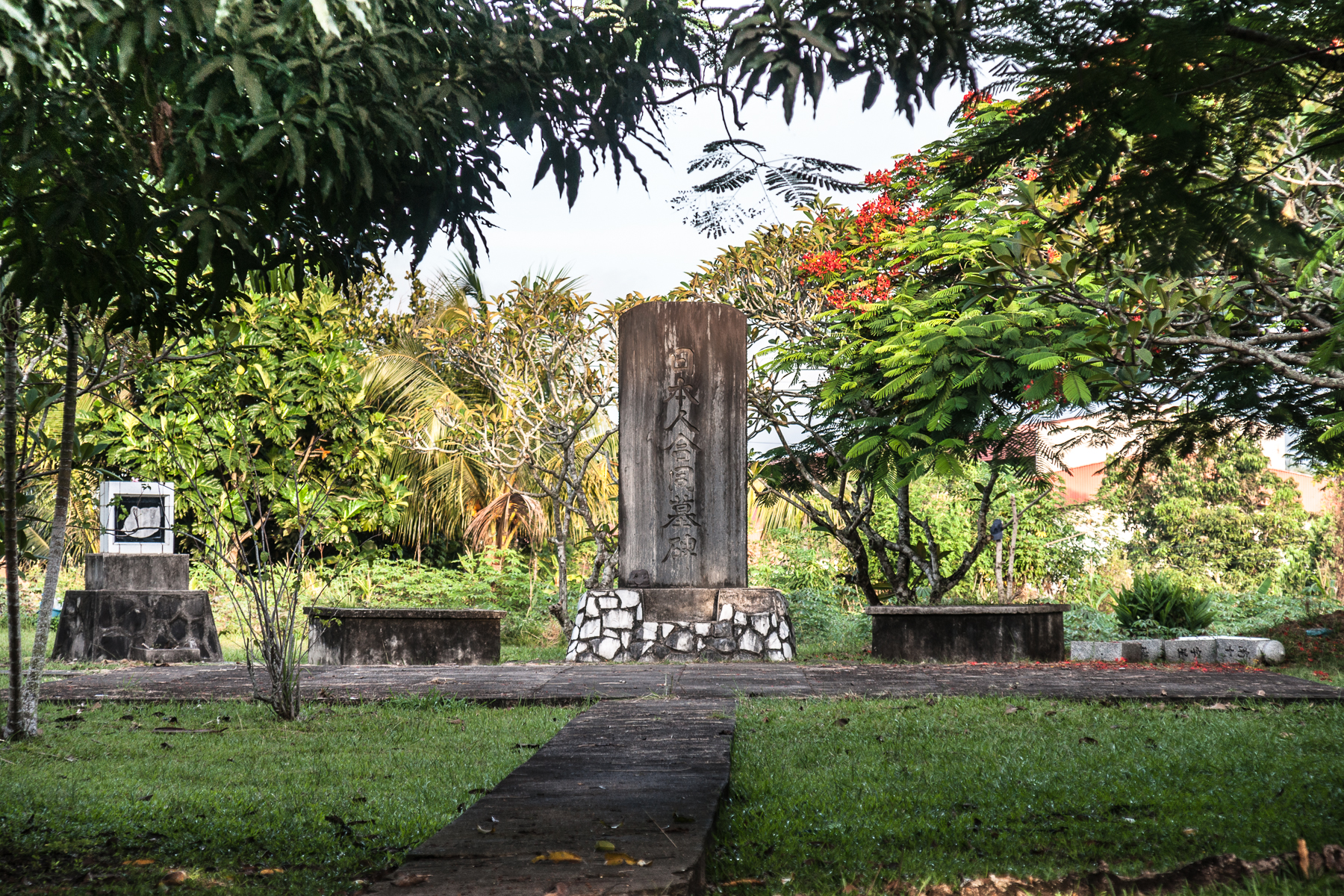
Der japanische Friedhof in Tawau

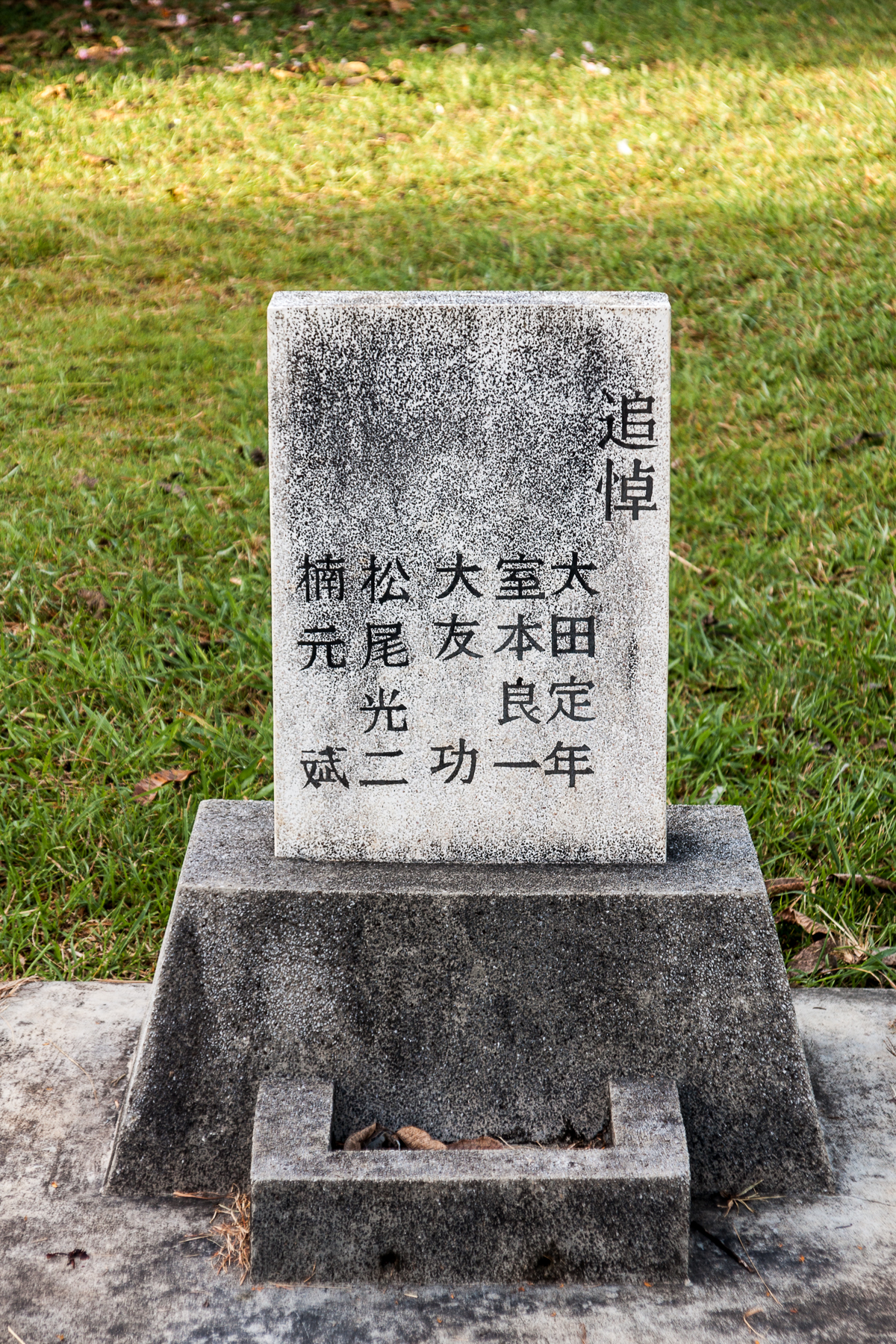
Grabstein mit fünf japanischen Namen

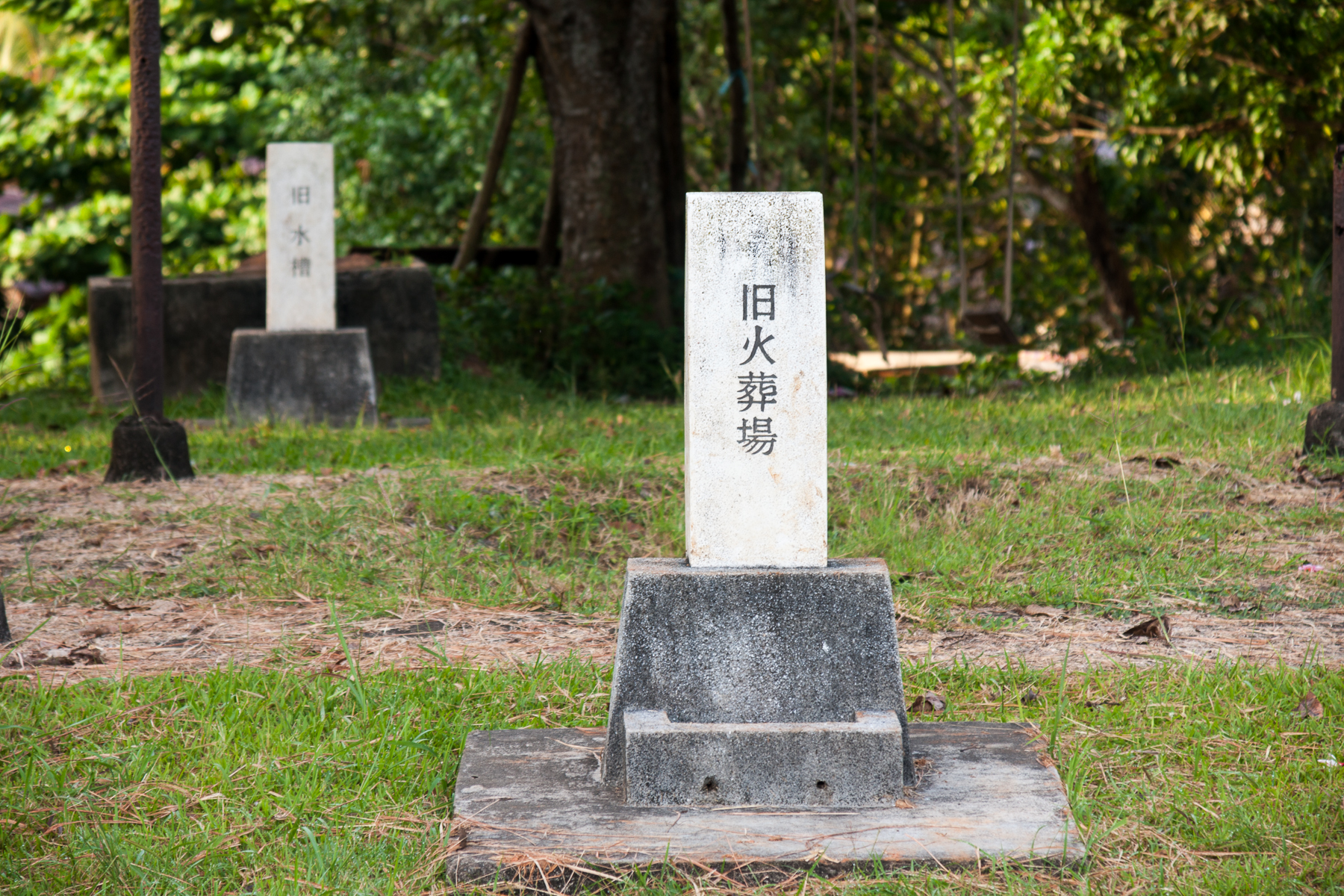
Markierungssteine für das ehemalige Krematorium (im Vordergrund) und ein Wasserbecken (im Hintergrund)

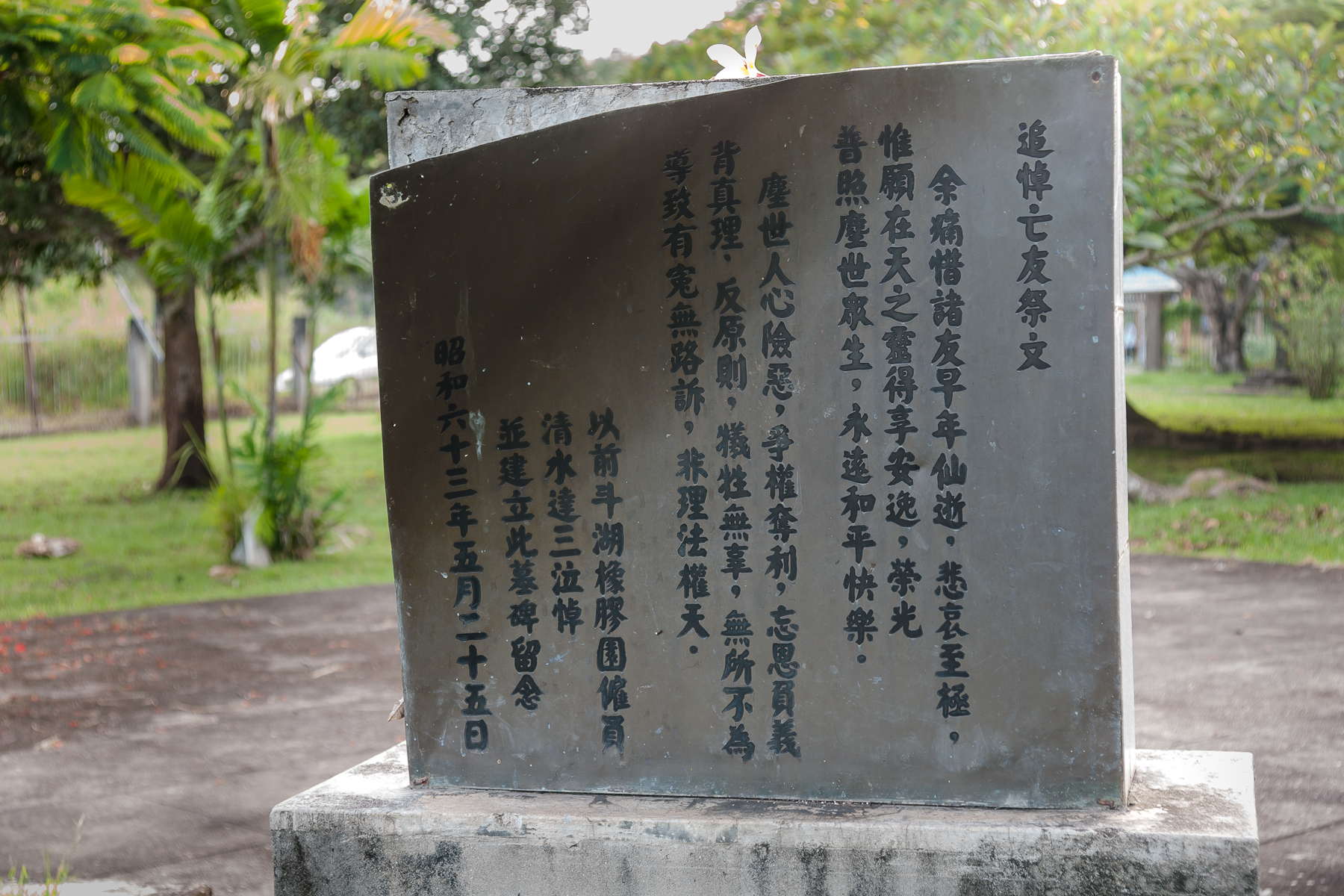
Epitaph vom 25. Mai 1988 auf der Rückseite des Gedenksteines

Tugu Peringatan Perang Jepun Tawau oder Japanischer Friedhof Tawau ist ein ehemaliger Friedhof in Tawau im malaysischen Bundesstaat Sabah. Er ist heute zu einer Gedenkstätte umgewidmet.

## Geschichte
Als eine direkte Auswirkung der Anglo-Japanischen Vertrags von 1902 begannen sich japanische Geschäftsleute in Tuawau und der näheren Umgebung niederzulassen. Am 19. Januar 1916 kaufte die Japanese Nihon Sangyo Kabushiki Kaisha (Nippon Industrial Company) 240 Hektar Kautschukplantage und 607 Hektar angrenzendes Land. Die Plantage wurde unter dem Namen ihres Besitzers, Fanosuke Kuhara, als Kuhara Rubber and Manila Hemp Estates bekannt. Eine weitere japanische Plantage, die dem Japaner Umeme Kubota gehörte, war ab 1916 die auf Kokosnüsse spezialisierte Kubota Coconut Estates. Die Bevölkerungsstatistik von 1921 weist 191 Japaner in Tawau aus; bei Beginn des Zweiten Weltkrieges waren es bereits 1.175.
Für die wachsende Zahl Japaner wurde der Friedhof deshalb bereits vor dem Zweiten Weltkrieg errichtet und von der japanischen Gemeinde in Tawau als Begräbnisstätte genutzt. Die überwiegende Mehrzahl der hier Begrabenen starb bereits in den Jahren vor dem Zweiten Weltkrieg.

## Beschreibung
Das ehemalige Friedhofsgelände liegt an der Straße Jalan Tanjung Batu, westlich des Golfplatzes. Das Gelände ist von drei Seiten eingezäunt. Nur noch wenige Relikte erinnern an seine ursprüngliche Funktion als Friedhof.
Der Weg vom Eingangstor führt auf eine große, etwa 2 m hohe und an der oberen Seite abgerundeten Steinplatte zu, die auf einem etwa 50 cm hohen Sockel steht. Die Schriftzeichen auf der Vorderseite bedeuten „Japanisches Sammelgrab“. Die Stele ist auf beiden Seiten von einem rechteckigen Blumentrog flankiert. Auf der äußersten linken Seite befand sich ehemals ein Gedenkstein und auf der äußersten rechten Seite eine quadratische Steinsäule mit zwiebelförmigem Abschluss.
Von den individuellen Gräbern ist lediglich ein Grabstein mit der Inschrift „Trauer“ und der Auflistung von fünf japanischen Namen – Sadatoshi Ohta, Ryoichi Muromoto, Isao Ohtomo, Koji Matsuo und Takeshi Kusumoto – erhalten.
Zwei Markierungssteine im Stil eines Grabsteins weisen auf den Standort des ehemaligen Krematoriums und auf ein zum Friedhof gehörendes Wasserbecken hin. Die Umrisse des ehemaligen Krematoriums zeichnen sich auf der Grünfläche deutlich ab; an den vier Ecken befinden sich die Reste von Sockelfundamenten mit aufgesetzten Stahlrohren.
Auf der Rückseite des zerstörten Gedenksteines befinden sich auf einem Blechschild mehrere Reihen an Schriftzeichen, deren Übersetzung folgendermaßen lautet:
TRAUER UM DIE VERSTORBENEN

Ich bedaure, daß die Freunde so jung gestorben sind.

Es ist äußerst traurig.

Ich hoffe nur, dass ihr das Jenseits geniesst

Und Euer heiliges Licht zu uns Lebenden herüberstrahlt,

Friedlich und glücklich für immer.

Die Herzen der Menschen im Diesseits sind bedrohlich

Und sie kämpfen um Macht und Gewinn und sie sind undankbar

Und nicht wahrhaftig,

Gegen die Prinzipien gerichtet,

Opfern die Unschuldigen,

Schrecken vor nichts zurück,

So daß man nichts gegen erlittenes Unrecht tun kann.

Es ist eine gesetzlose Gesellschaft.

Früherer Angestellter von Tawau Rubber Estate

Shimuzu Tatsuzō

Trauert mit Tränen und errichtet diesen Grabstein zum Gedenken

Im 63 Jahr der Regierung von Kaiser Showa am 25. Mai.